# Salme Simanainen
Salme Viola Simanainen (Ruokolahti, 14 juillet 1920 — Helsinki, 5 février 2012) est une photographe finlandaise.